# کندیویل (مریلند)

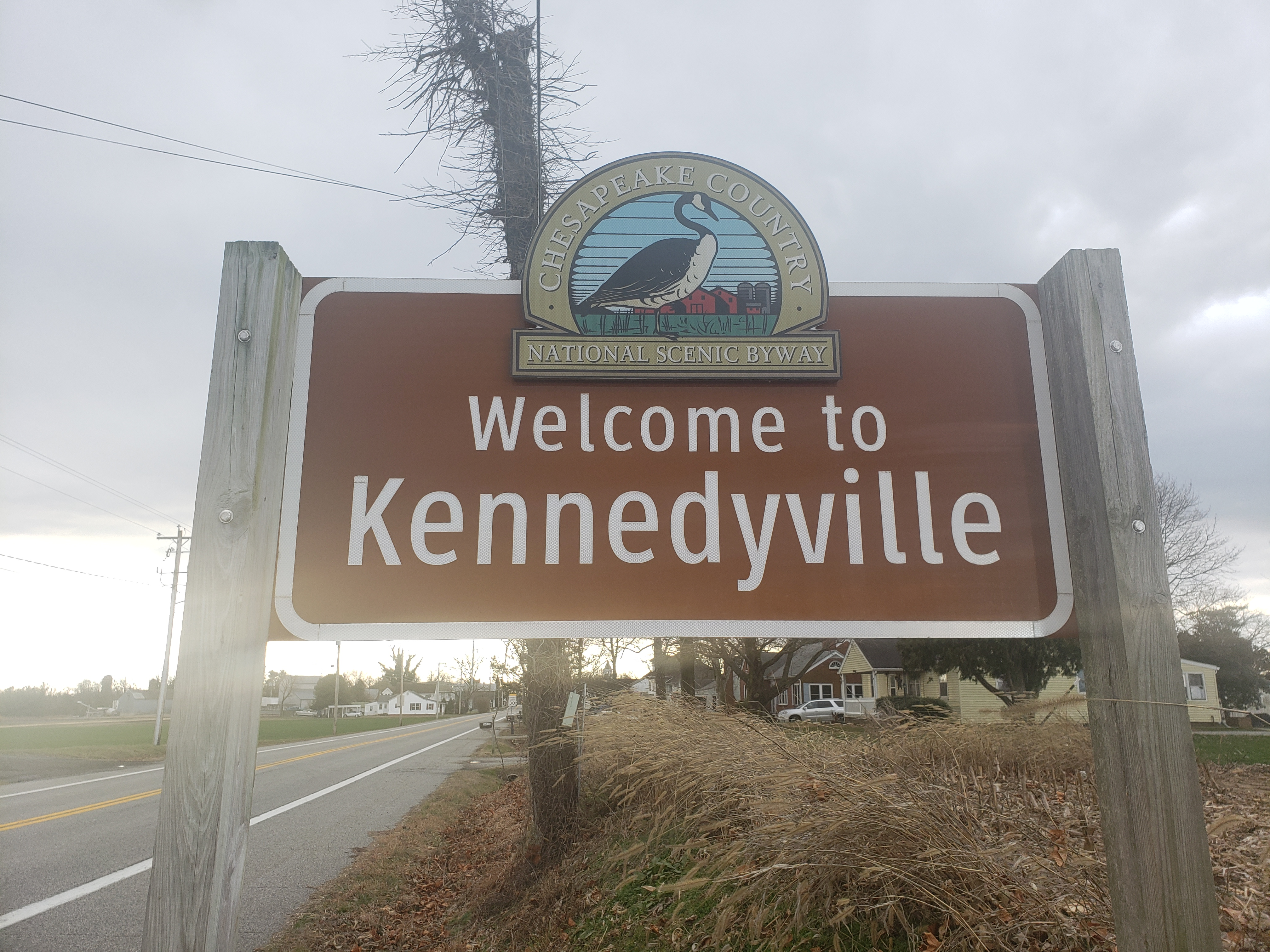
نگاره‌ای از تابلوی ورودی کندیویل مریلند - ۲۰۲۰

کندیویل (به انگلیسی: Kennedyville) شهری در ایالت مریلند کشور ایالات متحده آمریکا است که جمعیت آن در سرشماری سال ۲۰۱۰ میلادی، ۱۹۹ نفر بوده‌است.